# Vittoria Garibaldi
Pour les articles homonymes, voir Garibaldi (homonymie).
Vittoria Garibaldi née à Rome le 5 février 1950 est une écrivaine et une historienne de l'art italienne contemporaine.

## Biographie
Lauréate de Lettres modernes (1974) et de l'Histoire de l'Art à l'Université de Rome « La Sapienza » en 1977, Vittoria Garibaldi remporte en 1991 le concours « Historiens de l'art » du MiBAC.
Vittoria Garibaldi après avoir enseigné à L'université de Rome « La Sapienza » de 1974 à 1977, entre au Ministère des biens culturels italien et devint en 1988 directrice de la Galerie nationale de l'Ombrie à Pérouse et assure la Surintendance pour les biens historiques, artistiques et ethno anthropologiques de l’Ombrie. (1988-2011) et directrice de la Galerie nationale des Marches à Urbino (2008-2011).
Elle a organisé plusieurs grandes expositions sur l'art en Italie et à l'étranger, dont celle en tant que commissaire générale de l’exposition du musée Jacquemart-André : Le Pérugin, maître de Raphaël, du 12 septembre 2014 au 19 janvier 2015.
et a écrit de nombreux ouvrages sur l'art avec une prédilection pour l'art médiéval et de la Renaissance .

## Ouvrages sur l'art
- (it) Vittoria Garibaldi et Simonetta Innamorati, Perugino, Milan, Silvana, 2004, 271 p. (ISBN 88-8215-813-6, OCLC 470106311).
- (it) Vittoria Garibaldi, Perugino, Giunti, 2014, 50 p. (ISBN 978-88-09-79448-1 et 8809794486).
- (it) Vittoria Garibaldi et Bruno Toscano, Arnolfo di Cambio : una rinascita nell'Umbria medievale ; [Perugia, Galleria Nazionale dell'Umbria, Orvieto, Chiesa di Sant'Agostino 7 luglio 2005 - 8 gennaio 2006], Cinisello Balsamo (Milan), Silvana Ed., 2005, 303 p. (ISBN 88-8215-896-9, OCLC 255006335).
- (it) Vittoria Garibaldi, Galleria nazionale dell'Umbria : Guide, Mondadori Electa, 2002, 81 p. (ISBN 978-88-435-9803-8 et 8843598031).
- (it) a cura di Vittoria Garibaldi et testi di Tiziana Biganti .., Beato Angelico e Benozzo Gozzoli : artisti del Rinascimento a Perugia ; itinerari d'arte in Umbria, Cinisello Balsamo, Milan Italie, Silvana editoriale, 1998 (ISBN 88-8215-137-9, OCLC 247760436).
- (en) Vittoria Garibaldi, The National Gallery of Umbria, Perouse, Mondadori Electa, 2002, 81 p. (ISBN 978-88-435-9804-5 et 884359804X).
- (it) Vittoria Garibaldi et Photographies de Bernardino Sperandio, Il portale del Palazzo dei Priori di Perugia, Perouse, Quattroemme, 2006 (ISBN 88-89398-19-1, OCLC 494612354).
- (it) Benozzo Gozzoli : la cappella di San Girolamo a Montefalco : il restauro, Ponte S. Giovanni (Perouse), Quattroemme, 2003, 101 p. (ISBN 88-85962-80-7, OCLC 231983270).
- (it) Vittoria Garibaldi, Francesco Federico Mancini, Piermatteo d'Amelia e il Rinascimento nell'Umbria meridionale. Catalogue de l'exposition, Terni, 12 décembre 2009-2 mai 2010, catalogue pour le Museo archeologico di Amelia, Éditeur Silvana, 2009, 190 pages.
- (it) Vittoria Garibaldi, Francesco Federico Mancini, Pintoricchio. Catalogue de l'exposition Spello, 2 février-29 juin 2008, Galleria nazionale dell'Umbria, éditeur	Silvana, année 2008, 431 pages
- (it) Vittoria Garibaldi, Piero della Francesca, Il Polittico di Sant'Antonio. Catalogue édition illustrée pour l'exposition Rocca Paolina, Perouse, Italie, Electa, 1993, 151 p.
- (it) Vittoria Garibaldi, Un pittore e la sua città : Benedetto Bonfigli e Perugia : [Perugia, Palazzo dei Priori, Galleria Nazionale dell'Umbria, 8 décembre 1996-4 mai 1997], Milan, Electa, 1996 (ISBN 88-435-5861-7, OCLC 243870341).
- Emma Micheletti, Vittoria Garibaldi, Cristina Acidini Luchinat et collectif (trad. de l'italien), Première et seconde Renaissance : les protagonistes de l'art italien : Ghirlandaio, Le Pérugin, Pinturicchio, Luca Signorelli, Mantegna, Giovanni Bellini, Carpaccio, Véronèse., Paris, Ed. Hazan, 2006, 639 p. (ISBN 978-2-7541-0162-2, OCLC 421733321).